# Cissia myncea
Espèce
 Cissia myncea est une  espèce de papillons de la famille des Nymphalidae et de la sous-famille des Satyrinae et du genre Cissia.

## Dénomination
Cissia myncea a été décrit par Pieter Cramer en 1780 sous le nom de Papilio myncea.

### Noms vernaculaires
Cissia myncea se nomme Myneca Satyr en anglais.

## Description
C'est un papillon au dessus marron avec un ocelle doublement pupillé d'argenté près de l'angle anal de l'aile postérieure.
Le revers est beige zébré de deux bandes marron et d'une troisième submarginale qui porte un ocelle à l'apex des antérieures et une ligne d'ocelles aux postérieures dont deux, l'apical et l'anal sont noir pupillés d'argenté.

## Biologie
Il vole toute l'année.

## Écologie et distribution
Cissia myncea est présent en Guyane, au Surinam, à Trinité-et-Tobago et au Brésil,.

### Biotope
Il réside en forêt tropicale humide.

### Protection
Pas de statut de protection particulier.